# Victor Schœlcher, l'abolition
Pour les articles homonymes, voir Schœlcher (homonymie).
Victor Schœlcher, l'abolition est un téléfilm français de Paul Vecchiali, sorti en 1998.

## Synopsis
Le téléfilm retrace le combat de Victor Schœlcher pour l’abolition de l’esclavage dans les colonies françaises.
Il a été commandé pour la célébration du cent cinquantième anniversaire de l'abolition de l'esclavage en France.
Le scénario et l'adaptation ont été confiés à Bruno Tardon, qui reprend le travail de son père, le poète et écrivain martiniquais Raphaël Tardon, sur la base de son ouvrage Le Combat de Schœlcher publié en 1948 chez Fasquelle (Paris).

## Fiche technique
- Titre : Victor Schœlcher, l'abolition
- Réalisation : Paul Vecchiali
- Scénario et adaptation : Bruno Tardon, d'après l'œuvre de son père Raphaël Tardon.
- Date de sortie : 1998
- Film français
- Format : couleur
- Genre : fiction documentaire
- Durée : 90 minutes

## Distribution
- Jacques Perrin : Victor Schœlcher

le gouvernement provisoire
- François Marthouret : Alphonse de Lamartine
- Pierre Santini : François Arago
- Robert Benoît : Marrast
- Frédéric Norbert : Alexandre Ledru-Rollin
- Matthieu Marie : Albert
- Jean-Christophe Bouvet : Louis Blanc
- Alain Cauchi : Garnier-Pagès
- Michel Delahaye : Jacques Charles Dupont de l'Eure
- Serge Feuillard : Crémieux
- Jacques Viala : Marie
- Jacques Grant : Flocon

Les colons
- Ludmila Mikaël : Mme Puy Laurens
- Jacques Spiesser : Pécoul
- Paul Barge : Devicq
- Robert Blanchet : Chambrun
- Jean-Claude Drouot : Alexandre Dumas
- Didier Sauvegrain : Alfred de Musset
- Maka Kotto : Alcindor
- Patrice Melennec : Picard
- Elsa Lepoivre : la chanteuse
- Rico Durzy et Hassan Koubba : les deux soldats
- Philippe Garziano : lieutenant de la Garde
- Thomas Longuet : médecin duel
- Pierre Chollet : juge duel
- Christophe Carré : un homme du peuple en arme
- Cyrille Josselyn